# Río Moche
El río Moche es un corto río de la vertiente del océano Pacífico, localizado en la costa norte del Perú, en el departamento de La Libertad.

## Cuenca
La cuenca del río Moche políticamente se localiza en la Región La Libertad, comprendiendo total o parcialmente las provincias de Trujillo, Otuzco, Santiago de Chuco y Julcán.
Geográficamente sus puntos extremos se hallan comprendidos entre los 7º46' y 8º15' de Latitud Sur y los 78º16' y 79º08' de Longitud Oeste.
Altitudinalmente, se extiende desde el nivel del mar hasta la línea de cumbres de la Cordillera Occidental de los Andes, cuyos puntos más elevados están sobre los 4.000 m.
Nace en la Laguna Grande, sobre los 3.988 m, en las cercanías del pueblo de Quiruvilca, con el nombre de río Grande, adoptando posteriormente los nombres de río San Lorenzo y río Constancia. A la altura de la localidad de San Juan, a unos 14 km de su origen, toma el nombre de río Moche, el mismo que conserva hasta su desembocadura en el mar.
Su cuenca tiene un área total de drenaje, hasta su desembocadura en el océano Pacífico, de 2.708 km² y la longitud máxima de recorrido, desde sus nacientes hasta su desembocadura es de 102 km, con una pendiente promedio de cauce de 4 %. La pendiente del cauce en sus afluentes es aún más pronunciada llegando a un valor de 16 %, en el caso de la quebrada La Cuesta.
Sus afluentes principales, por la margen derecha, son los ríos o quebradas Motil, Chota, Otuzo, Cumbray y Catuay. Por la margen izquierda, el río Chanchacap.
El escurrimiento superficial del río Moche se debe principalmente a las precipitaciones estacionales que caen sobre las laderas occidentales de la cordillera de los Andes. La cuenca alta no presenta nevados de importancia que contribuyan a mejorar el régimen de descargas, en época de deshielo.
El presente estudio se realizó en la cuenca baja del Río Moche de marzo a noviembre del 2015.
Las muestras se recogieron cada dos semanas en nueve estaciones georreferenciados situados
en un área entre la 08° 09’ 40,2”- 08° 00’ 51,5” S a 79° 02’ 12,7” – 78° 49’ 35,1” W, los peces
fueron colectados con dos redes de arrastre de playa de 7mx2.5 m y 2mx1.5 m (malla
anchovetera), también se utilizó atarraya de 3.5 kg de peso y 2.5 m de diámetro; de igual
manera en cada punto muestreado se registraron la temperatura y la profundidad; luego la
muestra se trasladó al laboratorio, las especies se identificaron utilizando una clave y una lista
de peces de aguas continentales. Se colectaron 780 ejemplares y se identificaron 10 especies
de peces agrupados en 10 géneros, 7 familias y 5 órdenes. El orden que presenta mayor
número de especies fue los Characiformes con 3 especímenes (30%) de las especies y una
riqueza del 40% del total. La familia Characidae, Cichlidae y la familia Poecilidae presentaron el
mayor número de especies con el 20% cada una, la familia Cichlidae presentó la mayor
abundancia con 244 especímenes (31 %) del total. La estación E4 fue la que presentó mayor
riqueza con 9 especies y una abundancia de 165 ejemplares capturados. La especie más
abundante fue Lebiasina bimaculata con 149 individuos (19%), Oreochromis niloticus con 134
(17%). Los valores Shannon-Wiener (H´) varió entre 1,546 y 3,006. El índice de equidad de
Pielou (J´) fue de 0.95 en promedio, donde el 100% de las estaciones tuvieron una distribución
de las especies con tendencia homogénea. El análisis de similitud indica una composición
distinta por sectores muestreados, la distribución de la ictiofauna se encuentra influenciada
por la disponibilidad de hábitats. Las especies introducidas encontradas fueron 3: Xiphophorus
hellerii “pez espada”, Poecilia reticulata “gupy” y Oreochromis niloticus “tilapia del Nilo”.
Las acciones que puede realizar para mantenerla en óptimo estado de conservación,
 Que no se boten metales pesados y altamente tóxicos (cobre, fierro).